# Tecni
Tecni est une entreprise française, filiale de la Compagnie générale des eaux (Vivendi puis Veolia). Elle fut impliquée dans les marchés truqués des HLM de Paris (OPAC) (affaire des HLM de Paris). Son dirigeant à l'époque était Henri Antona, maire de Coti-Chiavari en Corse-du-Sud.